# Bikaner (Distrikt)
Der Distrikt Bikaner (Hindi बीकानेर जिला) ist ein Distrikt im westindischen Bundesstaat Rajasthan.
Die Fläche beträgt 27.244 km². Verwaltungssitz ist die gleichnamige Stadt Bikaner.

## Bevölkerung
Die Einwohnerzahl liegt bei 2.367.745 (2011), mit 1.243.916 Männern und 1.123.829 Frauen.